# St. Francis (Kansas)
St. Francis – miasto położone w hrabstwie Cheyenne.